# بودروگ (روستا)
بودروگ (به مجاری:  Bodrog) یک شهرداری در مجارستان است که در ناحیه کاپوشوار واقع شده‌است. بودروگ ۱۴٫۷۸ کیلومتر مربع مساحت و ۳۶۲ نفر جمعیت دارد.